# 疙瘩楼
疙瘩楼建于1937年，位于当时的天津英租界的威灵顿道和香港道交口转角处（今和平区河北路与睦南道交口转角处，今河北路285—293号），该建筑目前是重点保护等级历史风貌建筑，并作为天津五大道近代建筑群的重要组成部分，被中华人民共和国国务院批准为全国重点文物保护单位。疙瘩楼最早曾是英国华侬公司的公寓，后为京剧表演艺术家马连良在天津的故居。

## 建筑风格
疙瘩楼设计者为意大利建筑设计家保罗·鲍乃弟。该建筑为三层半砖木结构八门联体洋楼，其中，一层在半地下，二层为圆拱形正门所在，由高台阶通达，三层为阳台，四层为一排百叶窗，百叶窗上部设有绿色的遮阳棚。疙瘩楼是毗连式里弄住宅，该住宅类型受到西方联排式住宅建筑形式的影响，整体由单元联成并组合，布置较为紧凑，房间朝向和采光通风条件良好。建筑外立面为清水墙面，上面铺有琉璃砖并镶嵌着一些的疙瘩砖，构成建筑主体的粗糙质感外观，圆形的门楣之上设有圆拱半凹悬挑的曲尺形阳台并设有珍珠串式栏杆、窗边设有水纹花饰。是一座具有浓郁的意大利风格的西洋公寓式建筑。

## 疙瘩砖

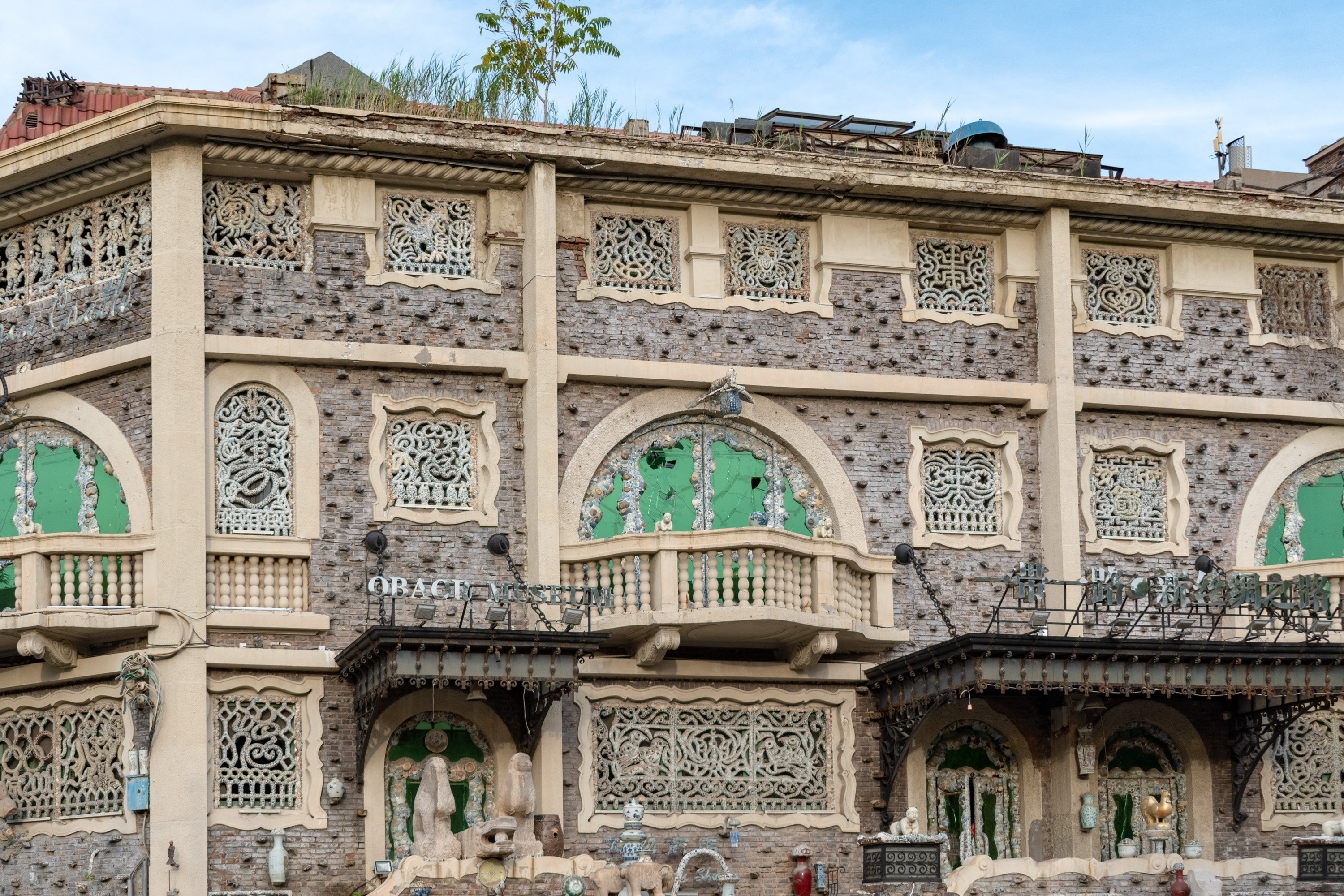
疙瘩楼外部

疙瘩楼上的疙瘩砖原为20世纪初天津西青龙潭（现水上公园一带）某窑厂的产品，该窑厂主要生产黏土砖和大筒瓦，其中黏土砖包括青砖和红砖，大同瓦有底瓦和盖瓦。当时，该窑厂烧砖时的火候过了头。因此，他们烧制的砖形成了疙瘩砖而难以销售。当时，在意工部局工程处工作并设计出回力球场（今马可·波罗俱乐部）的保罗·鲍乃弟发现这种砖烧得时间长而且比耐火钢砖还坚硬，因此，他以低价将这些砖全部买下并砌筑成了“疙瘩楼”。

## 马连良故居
20世纪20年代，京剧表演艺术家马连良搬进此楼，这里便成了他在天津的居所。现今疙瘩楼二楼马连良曾经的书房还保留着马先生的老照片、蟒袍、烟杆等物品。据溥仪的堂弟、爱新觉罗·溥佐先生回忆，当年的“疙瘩楼”曾“车如流水马如龙”，经常出入于此的宾客有袁世凯、冯国璋、靳云鹏、鲍贵卿、张绍曾、曹汝霖等政要以及梅兰芳、荀慧生、杨小楼等京剧艺术大师。

## 现状

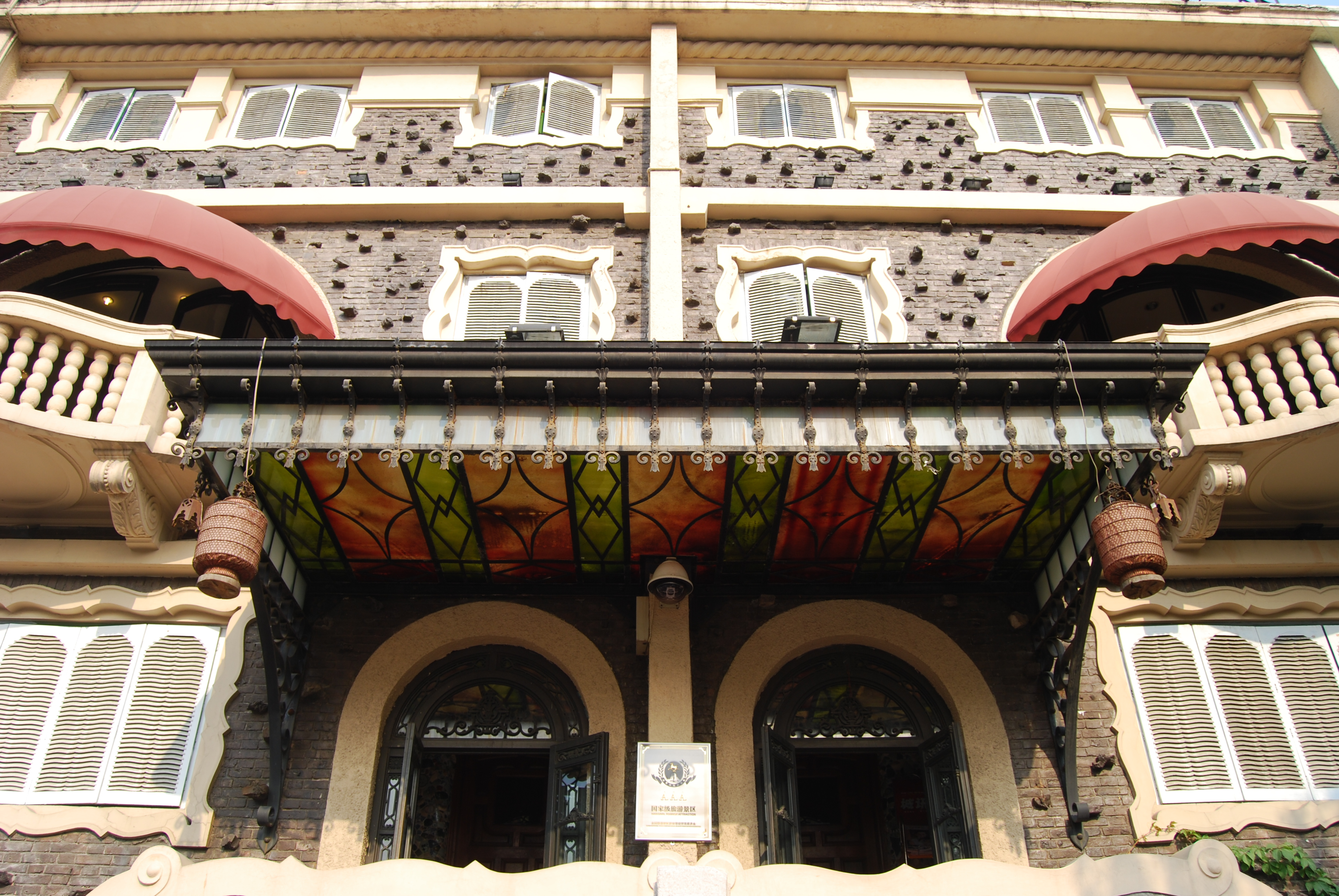
粤唯鲜餐厅

自1990年代起，天津“粤唯鲜”集团总裁张连志陆续买下“疙瘩楼”，在外立面上装饰了一些中国明清时期的瓷片。并将其改造为经营粤菜的粤唯鲜餐厅和华蕴博物馆。馆内陈列的展品囊括了青铜器、铜器、木雕、石器等100多种的3000余件文物。作家冯骥才给粤唯鲜餐厅题写的“能吃的博物馆”被安置在疙瘩楼的顶部。